# Popis hrvatskih veleposlanika u Mauritaniji
Republika Hrvatska i Islamska Republika Mauritanija održavaju diplomatske odnose od 24. studenoga 2004. Sjedište veleposlanstva je u Rabatu.

## Veleposlanici
Hrvatska nema rezidentno veleposlanstvo u Mauritaniji. Veleposlanstvo Republike Hrvatske u Kraljevini Maroku pokriva Republiku Tunis, Republiku Senegal, Burkinu Faso, Gabonsku Republiku, Republiku Kamerun, Islamsku Republiku Mauritaniju, Republiku Cote d'Ivoire.
| Veleposlanik          | Postavljenje       | Opoziv             | Sjedište |
| --------------------- | ------------------ | ------------------ | -------- |
| Darko Bekić           | 27. lipnja 2007.   | 31. kolovoza 2011. | Rabat    |
| Zvonimir Frka Petešić | 23. siječnja 2014. | 31. kolovoza 2017. | Rabat    |
| Jasna Mileta          | 28. prosinca 2017. |                    | Rabat    |

## Vanjske poveznice
- Mauritanija na stranici MVEP-a